# المبارك
المبارك، قرية من قرى ينبع النخل في محافظة ينبع والتابعة لمنطقة المدينة المنورة في السعودية، تبعد عن المدينة المنورة () كم، وعن ينبع النخل () كم. ويسكنها الأشراف من ذوي سليم وآل جبر وآل زويد وآل جريد وآل ربيع الكبيدات العقب من جهينة